# Andreas Kielman (generális)
Andreas Kielman von Kielmansegg (Göppingen, 1525 előtt – 1590) generális, Nagykanizsa és Komárom várkapitánya, ideiglenesen megbízott felső-magyarországi generális.

## Élete
Apja, Hans Kielman, városi előkelő polgár, anyja Apollonia Eibiswald. Andreas volt a legidősebb, testvérei Johann orvos és Bartholomaus végvári tiszt.
1550-ben az Udvari Kamara kancelláriájában írnoki tisztséget (Hofkammer-Kanzleischreiber) kapott. 1550 őszén I. Ferdinánd király udvarába került. 1553–1556 között udvari familiáris két lovassal. 1556–1559 eleje között egy zászlóaljnyi német gyalogos kapitánya (Hauptmann) volt Felső-Magyarországon. Tavasszal elhagyta magyarországi állomáshelyét, Innsbruckba utazott, hogy ott feleségül vegye Josef von Thurn und Taxis császári tanácsos és postamester lányát, Eleonorét. 1560-ban udvari főkvártélymester (Oberst-Hofquartiermeister) lett. 1560-ban Pesthy Ferenccel együtt királyi biztos volt Kassán. 1561–1566 között mustramester és hadi biztos Felső-Magyarországon. 1561–1562-ben királyi biztos több alkalommal a bányavidéki végeken is. 1566–1577 között Pethő Jánost váltva komáromi főkapitány lett. 1573 április-májusában királyi biztos volt Egerben, ekkor az egri főkapitányságra is szánják, de 1577 júniusa és 1580 szeptembere között Kanizsa várának főkapitánya volt. 1579-ben rendelkezett a fontos hadfelvonulási útvonalak menti erődítésekről. 1580–1584 között újra komáromi főkapitány lett. A Komáromnál átutazó kereskedőket feltartóztatták, emiatt a kereskedők a komáromi vámot kerülték. Komáromi főkapitányi és csapatai fizetésével 1585-ben még adósak maradtak neki.
1562 februárjától haláláig császári tanácsos, 1584-től haláláig haditanácsos és főhadszertárnok (Oberst-Zeugmeister) volt. 1585-1587 között királyi biztos több alkalommal a bányavidéki főkapitányságban. 1587 decemberében a győri végvidéki főkapitányi tisztségre javasolták. 1588–1590 ideiglenesen megbízott felső-magyarországi főkapitány.
Róla kaphatta nevét Kilimán község. 1578-ban az alsó-ausztriai oberhöfleini kastélyt bírta. 1579-ben egyetértett a sárkányszigeti castellum stratégiai okokból való lerontásával, ami minden bizonnyal meg is történt.